# Blumeriella haddenii
Blumeriella haddenii är en svampart som beskrevs av M.A. Will. & E.C. Bernard 1988. Blumeriella haddenii ingår i släktet Blumeriella och familjen Dermateaceae.   Inga underarter finns listade i Catalogue of Life.